# Argyrolepidia micacea
Argyrolepidia micacea là một loài bướm đêm trong họ Noctuidae.